# Charles Dugas
Pour les articles homonymes, voir Dugas.
Charles Dugas, né le 22 octobre 1885 à Alès et mort le 4 octobre 1957 à Montpellier, est un archéologue français spécialisé dans l'étude de la céramique grecque antique, qui fut membre de l'École française d'Athènes et doyen de la Faculté des lettres de Lyon.

## Biographie
Charles Dugas naît à Alès en 1885 dans une famille protestante des Cévennes. Ancien étudiant du lycée Jean-Baptiste-Dumas et du lycée Henri-IV, il est élève de l'École normale supérieure (Ulm), agrégé de lettres et docteur ès lettres. Spécialisé dans le domaine de la Grèce antique, il part très tôt mener des champs de fouilles. Au fur et à mesure de ses recherches, il s'intéresse plus particulièrement à la céramique grecque, discipline dans laquelle ses œuvres (cf ci-dessous) servent encore de référence. Il étudie entre autres les sites archéologiques de Tégée, Delphes, Délos.
Parallèlement à ces recherches, il enseigne à l'École française d'Athènes, dès 1908, sous la direction de M. Holleaux. Il poursuit dans cette lancée en devenant pensionnaire de la Casa de Velázquez en 1912-1913 à Madrid, notamment aux côtés de Albert Mousset. Lors de la Première Guerre mondiale, il demeure à Athènes comme membre libre de l'École et officie comme interprète auprès de l'attaché naval français à Athènes. Il prend part au développement de la propagande intellectuelle mise en place par la France en Grèce, sous couvert de son travail comme membre libre de l'École. À l'issue de la guerre, il publie ses observations sur la situation politique grecque intitulé Les étapes de la crise grecque (1915-1918), sous le pseudonyme de Charles Frégier.
De retour en France, il enseigne d'abord à la Faculté des lettres de Montpellier en 1919 puis à la Faculté des lettres de Lyon en 1928, avant d'en devenir le doyen en 1939. Il est frappé de révocation par le régime de Vichy durant la Seconde Guerre mondiale. Il a été de plus reconnu par ses pairs pour avoir fait disparaître des listes d'étudiants juifs de la faculté de lettres de Lyon lors de l'occupation. Il devient en 1942 membre de l'Académie des inscriptions et belles-lettres, et premier secrétaire de la Fédération internationale des associations d'études classiques (FIEC) entre 1948 et 1953.
Il est élu le 8 décembre 1942 à l'Académie des sciences, belles-lettres et arts de Lyon.
Revenu dans sa région natale à proximité de Saint-Hippolyte-du-Fort à sa retraite, il meurt en 1957 à la clinique de Montpellier et est inhumé au cimetière de Saint-Hippolyte-du-Fort. On peut aujourd'hui admirer nombre de ses découvertes au musée archéologique d'Athènes, ainsi que son portrait à l'École française d'Athènes et sur le site de fouilles de Délos.

## Travaux
Si Charles Dugas s'intéresse au début de sa carrière à tous les champs de l'archéologie grecque, il se spécialise dans l'étude des vases et de la céramique essentiellement après la découverte des centaines de vases de l'Héraion de Délos qu'il répertorie, étudie et classe. Il dirige le projet de recherche Corpus vasorum antiquorum à partir de 1954. Après la rédaction de l'article Vasa du Dictionnaire des Antiquités grecques et romaines, il publie en 1924 La Céramique grecque, ouvrage de vulgarisation sur le sujet. Puis il achève en 1925 La Céramique des Cyclades, thèse de doctorat qui propose une classification des vases des Cyclades et une étude systématique de leurs motifs, leurs formes, leur évolution et leur originalité. Il y soulève également de nouveaux thèmes de recherche dont la question des vases méliens. Plus généralement, il s'intéresse à l'imagerie des vases et leur lien avec la tradition littéraire ou mythologique.

## Œuvres publiées
Charles Dugas publie de nombreux articles, consultables dans les archives de la faculté des lettres de Lyon, ainsi qu'à l'école française d'Athènes.
Il écrivit aussi de nombreux ouvrages, dont certains sont encore édités aujourd'hui :
- Charles Dugas, Les fouilles de Tégée (1910), Paris, Alphonse Picard et Fils, 1911
- Charles Dugas, Les étapes de la crise grecque, 1915-1918, Paris, Bossard, 1919 (sous le pseudonyme de Charles Frégier)
- Charles Dugas, La Céramique grecque, Payot, Paris, 1924
- Charles Dugas, Le Sanctuaire d’Aléa Athéna à Tégée au IVe siècle, Paris, Geuthner, 1924
- Charles Dugas, La Céramique des Cyclades, De Boccard, 1925
- Charles Dugas, Classification des céramiques antiques : céramiques Lacono-Cyrenéennes, Mâcon, Impr. de Protat frères, 1928
- Charles Dugas, Aison et la peinture céramique à Athènes à l'époque de Périclès, 1930
- Charles Dugas, Le Trésor de céramique de Délos, De Boccard, 1930
- Charles Dugas et Robert Flacelière, Thésée, images et récits, De Boccard, 1958
- Charles Dugas, Recueil Charles Dugas, De Boccard, 1960 (posthume)

Il participe au recueil de fouilles intitulé Exploration Archéologique de Délos de l'École Française d'Athènes, publié initialement chez l'éditeur De Boccard. Il est notamment l'auteur des :
- volume 10 : Les Vases de l’Héraion, 1928 ;
- volume 15 : Les vases préhelléniques et géométriques, 1934 ;
- volume 17 : Les vases orientalisants de style non mélien, 1935 ;
- volume 21 : Les vases attiques à figures rouges, 1952.

Il existe un recueil de ses articles, réalisé par la Société des amis de la Bibliothèque Salomon Reinach sous l’impulsion de Henri Metzger en son honneur et publié en 1961 :
- Fasc. I. Recueil Charles Dugas, Diffusion De Boccard